# رحلة داخلية

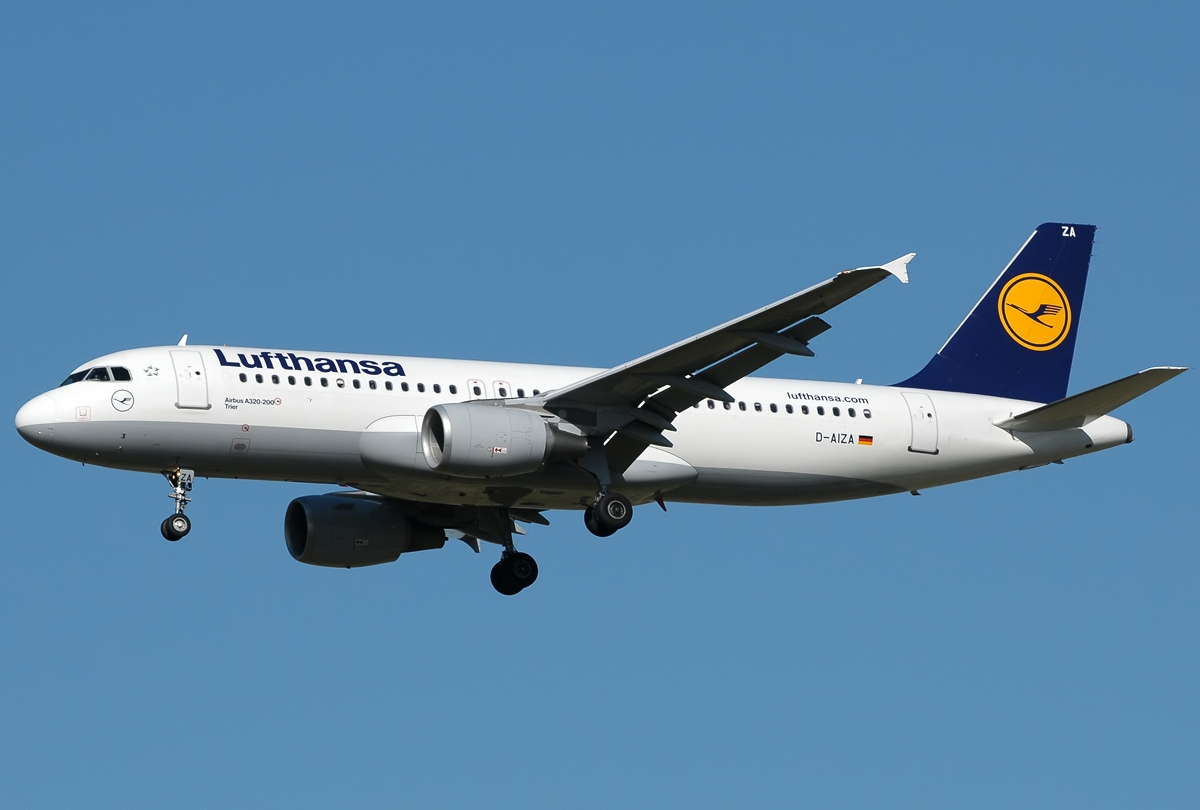
إيرباص A320، طائرة تستخدم على نطاق واسع في الرحلات الداخلية.

رحلة داخلية أو رحلة محلية هي شكل من أشكال الرحلات التجارية داخل الطيران المدني حيث تتم المغادرة والوصول في نفس البلد.
قد تكون الرحلة الداخلية في حالة المغادرة والوصول ضمن منطقة واحدة لا توجد بها مراقبة حدودية مثل منطقة شنغن أو روسيا البيضاء. ولا تكون الرحلة داخلية إذا توقفت في بلد آخر حتى لو كان السفر محليًا.
تُعرف المطارات التي تخدم الرحلات الداخلية فقط بالمطارات المحلية.
الرحلات الداخلية بشكل عام أرخص وأقصر من معظم الرحلات الدولية. قد تكون بعض الرحلات الجوية الدولية أرخص من الرحلات المحلية بسبب المسافة القصيرة بين زوج من المدن في بلدان مختلفة، وأيضًا لأن الرحلات الداخلية، في البلدان الأصغر ، قد يتم استخدامها بشكل أساسي من قبل المسافرين من رجال الأعمال الذين يدفعون أجور مرتفعة، بينما يستخدم المسافرون بغرض الترفيه الطرق أو السكك الحديدية المحلية.
الرحلات الداخلية هي قطاع الطيران الوحيد الذي لا يظهر اتجاه نمو عالمي طويل الأجل بسبب قيام العديد من البلدان الأصغر باستبدال الطرق المحلية القصيرة بقطارات عالية السرعة؛ ومع ذلك، فإن أكثر الطرق الجوية ازدحامًا في العالم كانت للرحلات الداخلية.
بعض البلدان الأصغر، مثل سنغافورة، ليس لديها رحلات داخلية مجدولة. الدول متوسطة الحجم مثل هولندا لديها عدد قليل جدًا من الرحلات الداخلية؛ معظمها مجرد وصل بين المطارات الإقليمية الصغيرة مثل مطار جرونينجن إيلد ومطار ماستريخت آخن ومطار روتردام لاهاي لنقل الركاب من مختلف أنحاء البلاد قبل التوجه إلى الوجهات الدولية. في يونيو 2013، اقترحت النائبة الهولندية ليزبيث فان تونغرين من (حزب اليسار الأخضر الهولندي، ومدير منظمة السلام الأخضر سابقًا) حظر الرحلات الجوية الداخلية في هولندا بحجة أنها غير فعالة وملوثة ومكلفة بلا داع، لكن وزير البيئة ويلما مانسفيلد (حزب العمال) قال مثل هذا الحظر ينتهك لوائح الاتحاد الأوروبي التي تسمح لشركات الطيران بالسفر محليًا.

## أكبر الأسواق المحلية
| مرتبة | دولة             | 2018  | نمو   |
| ----- | ---------------- | ----- | ----- |
| 1     | الولايات المتحدة | 958.1 | 4.4٪  |
| 2     | الصين            | 685.1 | 9.8٪  |
| 3     | الهند            | 169.9 | 15.7٪ |
| 4     | إندونيسيا        | 148.4 | 4.0٪  |
| 5     | اليابان          | 146.5 | 1.0٪  |
| 6     | البرازيل         | 119.6 | 3.4٪  |
| 7     | أستراليا         | 79.4  | 0.5٪  |
| 8     | روسيا            | 74.9  | 9.8٪  |
| 9     | كندا             | 65.6  | 5.2٪  |
| 10    | تركيا            | 65.1  | 5.2٪  |

1. ↑  29% of all global domestic capacity

## أنظر أيضا
- طائرة رحلات
- مساحلة
- طيران تجاري
- مطار محلي
- رحلة دولية
- رحلة بدون توقف